# Megachile itapuae
Megachile itapuae là một loài Hymenoptera trong họ Megachilidae. Loài này được Schrottky mô tả khoa học năm 1908.